# كريج شيفر
كريج شيفر (بالإنجليزية: Craig Sheffer)‏ هو منتج أفلام ومخرج وممثل أمريكي، ولد في 23 أبريل 1960 في الولايات المتحدة.

## أعمال

### أفلام
- (1992) النهر يجري من خلالها[3]
- (1996) رئيس فوق الماء[4]
- (2000)  جحيم
- (2015) مبادئ الشرف

### مسلسلات
- عقول إجرامية

## وصلات خارجية
- كريج شيفر على موقع IMDb (الإنجليزية)
- كريج شيفر على موقع ألو سيني (الفرنسية)
- كريج شيفر على موقع أول موفي (الإنجليزية)
- كريج شيفر على موقع قاعدة بيانات برودواي على الإنترنت (الإنجليزية)
- كريج شيفر على موقع قاعدة بيانات الأفلام السويدية (السويدية)
- كريج شيفر على موقع إن إن دي بي (الإنجليزية)
- كريج شيفر على موقع قاعدة بيانات الفيلم (الإنجليزية)
- كريج شيفر على موقع كينوبويسك (الروسية)